# دييغو ماوريسيو
دييغو ماوريسيو (بالسويدية: Diego Maurício)‏ (25 يونيو 1991 بريو دي جانيرو - ) هو لاعب كرة قدم برازيلي في مركز الهجوم لعب سابقاً في القادسية السعودي و نادي الشحانية القطري .

## وصلات خارجية
- دييغو ماوريسيو على موقع دوري كوريا الجنوبية (الإنجليزية)
- دييغو ماوريسيو على موقع قاعدة بيانات كرة القدم.إي يو (الإنجليزية)
- دييغو ماوريسيو على موقع Soccerway.com (الإنجليزية)
- دييغو ماوريسيو على موقع عالم كرة القدم.نت (الإنجليزية)
- دييغو ماوريسيو على موقع AS.com (الإسبانية)